# 王繩堯
王繩堯（16世紀—17世紀），字又元，揚州府江都縣人，明朝軍事人物。

## 生平
王繩堯祖父和父親都是武科出身，他則在萬曆三十四年（1606年）和三十七年（1609年）中武舉人，並於四十三年（1615年）中武解元，到天啟二年（1622年）成武進士，官至四川南路總兵官。他在松潘、威茂威望很高，土司奢崇明作亂時他曾用計殲滅，熔毀對方武器為農具，彝族族人感謝他的德行。他年輕時曾從文墨，有儒將風範，辭官告歸後到八十六歲才去世，四川人為他立祠祭祀。

## 引用
1. 1 2  光緒《增修甘泉縣志·卷十四·武勳》：王繩堯，字又元，江都人。祖父及堯俱以武科，舉鄉榜第一，天啟壬戌成進士，累官四川南路總兵官。松潘威茂間，大著威望，土司奢崇明犯順，繩堯設計殲之，銷鋒鏑為錢鎛，洞獠咸感其德。繩堯少事文墨，有儒將風，告歸年八十六卒，蜀人祠祀之。 同上（萬曆縣志）
2. ↑  光緒《增修甘泉縣志·卷七·選舉》：（萬曆）三十四年丙午（武舉人）……王繩堯……續志考正，王繩堯又舉己酉及乙卯第一。